# Dodekan
Dodekan (známý též n-dodekan, dihexyl či bihexyl) je kapalný uhlovodík se vzorcem C12H26. Má 355 strukturních isomerů.

## Výskyt
Tento uhlovodík se vyskytuje především v ropě, odkud se taky těží. Při rafinaci se část dostane do benzínu, ovšem většina zůstane v petroleji.

## Reakce
Dodekan hoří následující reakcí:
2 C12H26(l) + 37 O2(g) → 24 CO2(g) + 26 H2O(g)
∆H˚ = −7 513 kJ
Dodekan se dříve používal jako palivo, které uvolňuje velké množství energie. Jeden litr paliva potřebuje na spálení asi 15 kg vzduchu. Nicméně od jeho používání se postupně ustoupilo. Dnes se používá převážně na krakování, kdy se uhlovodíky s relativně dlouhými řetězci rozdělují na více uhlovodíků s kratšími řetězci, které se přidávají zejména do benzínu.
Využívá se taky zejména na výrobu derivátů.
Chlordodekan:
CH3CH2CH2CH2CH2CH2CH2CH2CH2CH2CH2CH3 + Cl → CH2ClCH2CH2CH2CH2CH2CH2CH2CH2CH2CH2CH3
Šetrnou oxidací vzniká dodekanol, a následně kyselina dodekanová (kyselina laurová).